# Москва. Голоса ускользающих истин
«Москва. Голоса ускользающих истин» — это сериал о наркомании и трудных подростках Москвы.
В 2008 году кинокомпания «Фокс Фильм» закончила производство полнометражного художественного фильма о проблемах жителей современного мегаполиса под названием: «Москва. Голоса ускользающих истин». Фильм снят режиссёром Эдуардом Пальмовым по заказу Правительства Москвы и Департамента семейной и молодёжной политики города Москвы. Он состоит из девяти новелл. Фильм имеет удостоверение национального фильма № 14396, выданное Федеральным Агентством по культуре и кинематографии. В фильме задействованы как молодые актёры, так и народные и заслуженные артисты России, имеющие большой опыт работы в театре и кино.

## В ролях
- Татьяна Яхина — Катя
- Ирина Архипова — Софья
- Сергей Сосновский
- Дмитрий Куличков
- Александра Кравченко — Кристина
- Эдуард Пальмов — тренер
- Анастасия Пальмова
- Полина Пальмова — девочка из прошлого
- Арсений Юбко — Сережа
- Владимир Тимофеев
- Евгений Куршинский
- Александр Вершинин

## Отзывы
СМИ о фильме «Москва. Голоса ускользающих истин»
- — «Интерфакс»
- — РИА «Новости»
- (недоступная ссылка) — Радио «Сити ФМ»
- — Газета «Вечерняя Москва»
- — Национальный портал Mail.ru
- — Журнал Афиша
- — Журнал «Менеджер кино»
- (недоступная ссылка) — Газета Совета министров Республики Беларусь «Республика»
- — Репортаж о премьере фильма телекомпании «ЦАО ТВ»
- — Информационный портал города Прокопьевск
- — Международный кинофестиваль «Дух Огня»